# Sladaja
Sladaja (izvirno srbsko Сладаја) je naselje v Srbiji, ki upravno spada pod Občino Despotovac; slednja pa je del Pomoravskega upravnega okraja.

## Demografija
V naselju, katerega izvirno (srbsko-cirilično) ime je Сладаја, živi 607 polnoletnih prebivalcev, pri čemer je njihova povprečna starost 41,2 let (41,5 pri moških in 40,9 pri ženskah). Naselje ima 195 gospodinjstev, pri čemer je povprečno število članov na gospodinjstvo 4,04.
To naselje je, glede na rezultate popisa iz leta 2002, večinoma srbsko.
|  |

| Demografija | Demografija     | Demografija     |
| Leto        | Št. prebivalcev | Št. prebivalcev |
| ----------- | --------------- | --------------- |
|             |                 |                 |
|             |                 |                 |
|             |                 |                 |
|             |                 |                 |
| 1948        | 1083            |                 |
| 1953        | 1121            |                 |
| 1961        | 1154            |                 |
| 1971        | 1115            |                 |
| 1981        | 1054            |                 |
| 1991        | 889             | 810             |
| 2002        | 908             | 788             |
|             |                 |                 |

| Etnična sestava po popisu iz leta 2002 | Etnična sestava po popisu iz leta 2002 | Etnična sestava po popisu iz leta 2002 | Etnična sestava po popisu iz leta 2002 | Etnična sestava po popisu iz leta 2002 |
| -------------------------------------- | -------------------------------------- | -------------------------------------- | -------------------------------------- | -------------------------------------- |
| Srbi                                   | Srbi                                   |                                        | 787                                    | 99,87%                                 |
| Vlahi                                  | Vlahi                                  |                                        | 1                                      | 0,12%                                  |
| Neznano                                | Neznano                                |                                        | 0                                      | 0,0%                                   |